# Hartigovská zahrada

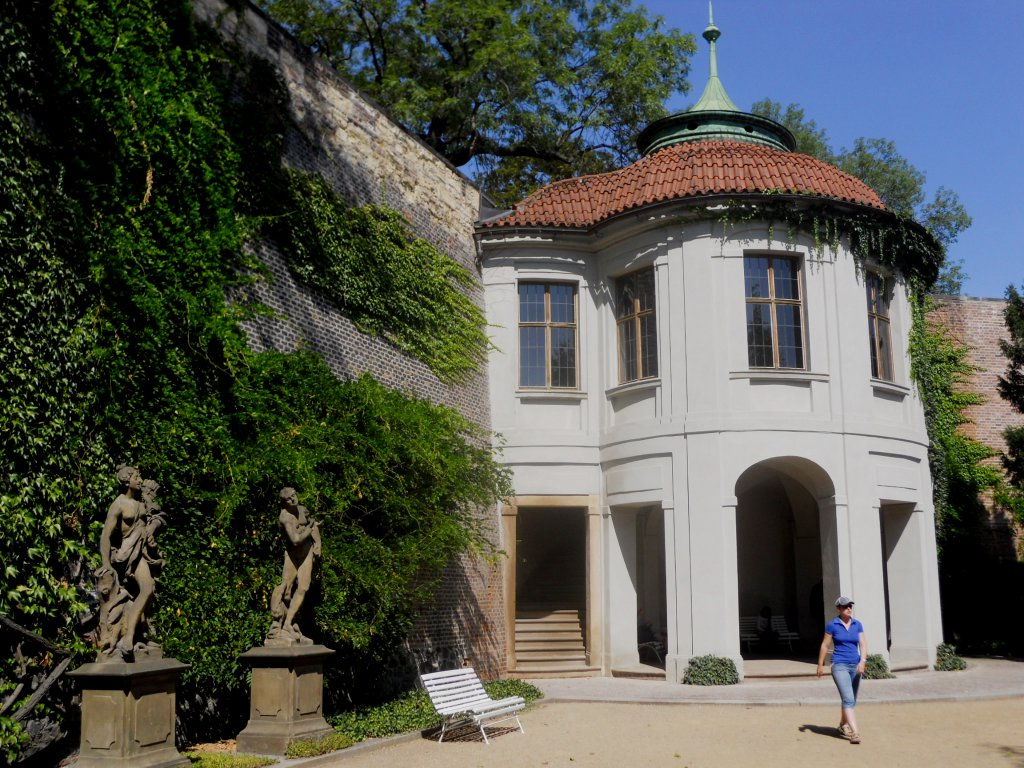
Hartigovská zahrada, pavilon

Hartigovská zahrada patří spolu s Rajskou zahradou a zahradou Na Valech mezi jižní zahrady Pražského hradu; rozlohou je z nich nejmenší. Spolu s nimi je součástí národní kulturní památky Pražský hrad. Leží nad Hartigovským palácem (Thunovská 184/20), na parcelách č. 561 a 558.
Někdy je nesprávně (i na mapách) jako součást Hartigovské zahrady uváděna sousední zahrada na parcele č. 569, která je ale větší (téměř 0,4 ha), je stavebně oddělena a patří do areálu Thunovského (Leslieovského) paláce (Thunovská 180/14) chráněného jako kulturní památka, ve kterém sídlí britské velvyslanectví v Praze a je majetkem Spojeného království.

## Základní informace
- Městský obvod a městská část: Praha 1
- Katastrální území: Malá Strana, parcely 561 a 558
- Rozloha: celkem 960 m²

## Historie
Zahradu založila Isabella Amélia Švihovská, z rodu von Salm-Neuburg, po roce 1670. Patřila ke stejnojmennému paláci, který v roce 1720 nechal přestavět hrabě Josef Hartig. Zahrada je složena ze dvou malých teras, které se rozkládají pod opěrnou zdí zahrady Na Valech, ze které se sem lze dostat.
Terasy jsou propojeny schodištěm a hudebním pavilonkem. Je zde pět plastik antických božstev od Antonína Brauna – synovce Matyáše Brauna. Čtyři plastiky jsou umístěny podél zdiva, ale pátá, Dionýsos – bůh veselí a vína, stojí uvnitř hudebního pavilonku. Je zde také umístěna socha Lev s korunou a putti, rovněž od Antonína Brauna.
Sochy antických božstev, umístěné v Hartigovské zahradě Pražského hradu, byly sem přemístěny v roce 1945 ze zámku ve Štiříně. Pocházejí z druhé poloviny 18. století.

## Současnost
Současná podoba zahrady vznikla roku 1965. Návrh vypracoval architekt Adolf Benš a architekt Richard Ferdinand Podzemný. V červenci 2007 zde proběhla rekonstrukce. Veřejné toalety v jižní části Hartigovské zahrady prošly kvůli koncertům, které se zde konají, v roce 2007 kompletní rekonstrukcí. I po rekonstrukci a kolaudaci zůstaly však uzavřeny.
Celé obvodové zdivo porůstá břečťan popínavý a loubinec trojlaločný. V zahradě se nenacházejí žádné trávníkové plochy, místo nich se všude vine břečťan. Přístup do zahrady je skrytý v zahradě Na Valech. Dostupná je po schodišti při barokním hudebním pavilonku, který vznikl podle plánů, které vypracoval Giovanni Battista Alliprandi. V nejspodnější části zahrady je pod vstupním schodištěm hlubší nika. V ní byla původně umístěna drobná kašnička. Dnes je zde pouze vodovodní kohoutek. Časem se plánuje opětovné zprovoznění kašny.
Hudební pavilonek Hartigovské zahrady, kterou hrad získal do svého majetku až v 60. letech, hostil řadu koncertů komorní vážné hudby. V roce 2010 hostila Hartigovská zahrada společně s dalšími jižními zahradami Pražského hradu – Rajskou zahradou a zahradou Na Valech známý Prague Food Festival.